# BMDP
BMDPとは、1965年にUCLAで開発された統計パッケージである。1960年に生物医学（biomedical）向けに開発されたBIMEDプログラムをベースとして開発され、入力は固定カラムのカード形式ではなく、キーワードパラメータを用いて記述される。後に、Biomedical Packageの省略形であると再定義され、末尾にPが付け加えられた。
BMDP は、当初はフリーで配布されていたが、現在はStatistical Solutions社によって販売されている